# 青森県保育所一覧
青森県保育所一覧（あおもりけんほいくしょいちらん）は、青森県の保育所の一覧。

## 公立保育所

### 青森市
- 青森市立浦町保育所
- 青森市立沖館保育所
- 青森市立甲田保育所
- 青森市立久栗坂保育所
- 青森市立浅虫保育所
- 青森市立合浦保育所
- 青森市立本郷保育所

## 私立保育所

### 八戸市
- 青葉保育園
- 旭ケ丘保育園
- いちごみるく（たいなか保育園分園）
- エンゼル子どもの家
- うぐいす保育園
- 大久喜保育園
- 大杉平保育園
- 上田面木保育園
- 河原木中央保育園
- 桔梗野保育園
- 桐の葉保育園
- 貴福保育園
- 江陽保育園
- 小久保保育園
- こざくら保育園
- こどもの城保育園
- 小中野保育園
- 木の実園（三島保育園分園）
- こばと保育園
- 是川保育園
- さめ保育園
- 三条保育園
- サンフラワー保育園
- しみず保育園
- 下長保育園
- 尻内保育園
- 白銀保育所
- 白銀台保育園
- 城下保育園
- すぎのこ保育園
- すみれ保育園
- たいなか保育園
- 太陽と海の子保育園
- 多賀台保育園
- 田面木保育園
- 千草保育園
- テレジア保育園
- 轟木保育園
- 図南保育園
- 中居林保育園
- 長坂保育園
- 新井田保育園
- 虹の丘保育園
- 根岸保育所
- 根城保育園
- 白鴎保育園
- はくさん保育園
- 白山台保育園
- 浜市川保育園
- 日計保育園
- ひまわり保育園
- 吹上保育園
- 福聚保育園
- 藤覚保育園
- 一日市保育園
- 松葉保育園
- ほうりん保育園
- 岬台保育園
- みどりのかぜ保育園
- 湊保育園
- 湊高台保育園（旧・新湊はますか保育園）
- 南売市保育園
- 明星保育園
- 三島保育園
- むつみ保育園
- 芽生保育園
- 類家保育園
- 類家南保育園
- 島守保育所
- 市野沢保育所

### 風間浦村
- 風間浦保育所